# Амира Медуњанин
Амира Медуњанин (Сарајево, 23. април 1972) босанскохерцеговачка је певачица и интерпретаторка севдалинке.

## Биографија
Рођена је у Сарајеву 23. априла 1972, а фасцинација босанскохерцеговачком музиком навела ју је да се посвети стварању јединственог гласа унутар севдалинке.
Певачица, хуманитарка и глобална амбасадорка културе и музике родне Босне и Херцеговине и ширег балканског региона, описана је као „један од великих гласова своје генерације” (The Observer), а њена музика као звук који „примамљиво лебди између Истока и Запада” (Uncut).

## Дискографија
- (2003)
- (2005)
- (2009), албум с концерта одржаног на Џеф фестивалу у Сарајеву 2008.[4]
- (/, 2010)
- (/, 2011)
- (2014)
- (2016)
- (2018)
- (2020)